# Petar Aleksandrov
Petar Aleksandrov (bulgare : Петър Александров (né le 7 décembre 1962 à Karlovo en Bulgarie) est un ancien joueur et aujourd'hui entraîneur de football bulgare. Réputé pour son bon sens du but, il a joué en tant qu'attaquant dans de nombreux clubs en Bulgarie, en Belgique, en Allemagne et en Suisse dans les années 1980 et 1990.

## Biographie

### Joueur de club
Aleksandrov commence sa carrière professionnelle dans l'équipe de sa ville natale, le Levski Karlovo en 1981 avant de rejoindre le Slavia Sofia une saison plus tard. Il joue en tout sept saisons au Slavia et aide le club à remporter la Coupe des Balkans des clubs en 1986 et 1988, ainsi que la troisième place du championnat bulgare en 1981-82 et 1985-86. Au Slavia, Aleksandrov a en tout joué 173 matchs et inscrit 100 buts. En 1989, il part pour le championnat belge au KV Courtrai où ses performances le font ensuite rejoindre le FC Energie Cottbus en Allemagne de l'Est en 1990. Il y reste un an, puis signe ensuite au FC Aarau en championnat suisse en 1991. Il s'impose là-bas comme un buteur prolifique mais retourne au pays au bout d'une saison au PFK Levski Sofia. Grâce à son excellente forme de buteur au Levski, il retourne en Suisse au bout d'un an et demi, mais cette fois au Neuchâtel Xamax, en janvier 1995. Le mois de janvier suivant, il signe pour le FC Lucerne et joue en tout près de 50 matchs de ligue pour le club avant de rejoindre son ancien club du FC Aarau en 1998. En 2000, il part évoluer pour un court laps de temps dans le club du FC Bâle avant d'ensuite partir finir sa carrière dans des clubs suisses de divisions inférieures, où il continue à jouer pendant deux ans avec le Kickers Lucerne entre 2000 et 2001 et le Blue Stars Zurich de 2001 à 2002.

### International
Il joue en tout 26 matchs avec l'équipe de Bulgarie. Il fait ses débuts internationaux lors d'un match nul 0-0 contre l'Écosse le 10 septembre 1987, et inscrit en tout 5 buts en sélection nationale. Il est surtout connu pour avoir fait partie de la plus grande équipe bulgare de l'histoire en compétition internationale. En effet, il atteint les demi-finales de la coupe du monde 1994.

### Entraîneur
Après sa retraite de joueur, Aleksandrov reste en Suisse pour commencer une carrière d'entraîneur. Il prend tout d'abord les rênes de l'équipe des jeunes et de la réserve de son ancienne équipe du FC Aarau entre 2002 et 2004, date à laquelle il part pour le  championnat grec et est l'entraîneur assistant du club de D1 du PAOK. En 2006, il assiste en tant qu'entraîneur son compatriote et coéquipier en sélection Krasimir Balakov en Suisse au FC Saint-Gall, mais quitte le club après quelques mois pour rejoindre le staff d'entraînement du Grasshopper-Club Zurich. En 2008, Plamen Markov le nomme entraîneur assistant de l'équipe de Bulgarie de football.